# Hanspeter Kyburz
Hanspeter Kyburz (Lagos, 8 luglio 1960) è un compositore svizzero di musica classica, noto per le tecniche della musica elettronica applicate alle sue creazioni.

## Biografia
Kyburz nacque a Lagos, in Nigeria, da genitori svizzeri. Nel 1980 iniziò a studiare composizione musicale, prima a Graz con A. Dobrowolsky e Gösta Neuwirth poi, dal 1982 al 1990, con Gösta Neuwirth e Frank Michael Beyer all'Universität der Künste di Berlino, poi con Hans Zender a Francoforte. Nel 1990 ricevette il Boris Blacher Prize e vinse una borsa di studio Cité internationale des arts per il 1990/91 a Parigi.

## Carriera
Nel 1991 Kyburz iniziò a collaborare con il gruppo Insel-Musik-Konzerte a Berlino. Il suo studio della teoria musicale così come la filosofia e la storia dell'arte gli assicurarono l'acquisizione del titolo Magistertitels.
Nel 1996 vinse lo Schneider-Schott Music Prize e il premio Förderpreis all'Academy der Künste di Berlino nel 1994.
Tenne conferenze sulla produzione di musica elettronica in Germania, Austria e Svizzera e nel 1996 partecipò come docente ospite al tema della settimana del compositore Basler. Come compositore, è conosciuto per le esibizioni con i cittadini della Biennale di Berlino, del Wiener Festwochen (il festival musicale di Vienna di una settimana), del Wittener Tage für neue Kammermusik e Donaueschingen.
Kyburz ha diretto complessi di fama internazionale come il Klangforum a Vienna, l'Ensemble Contrechamps a Ginevra, l'Ensemble Intercontemporain a Parigi, la Musikfabrik Nord Reno-Westfalia, l'Ensemble Modern, l'Ensemble für Neue Musik di Zurigo, l'Ensemble UnitedBerlin, il Camerata Quartett a Varsavia e l'ensemble recherche in Friburgo. Le registrazioni su CD documentano il suo lavoro.
Hanspeter Kyburz scrisse per l'Ensemble Intercontemporain di Parigi. Si esibì anche per la Südwestfunk Radio di Baden-Baden, il Conservatorio di Basilea e lo Steirischer Herbst, lo Schleswig-Holstein Music Festival, il Sender Freies Berlin e il Süddeutscher Rundfunk. Dal 1997 Kyburz è stato professore di composizione alla Hochschule für Musik Hanns Eisler a Berlino.
Kyburz ha scritto un pezzo che è un'interpretazione musicale dell'enigmatico Manoscritto di Voynich.

## Attività recenti
Il 1º settembre 2006 Simon Rattle e la Berliner Philharmoniker hanno eseguito a Londra la prima di Noesis come parte della stagione Promenade Concert presso la Royal Albert Hall di Londra.

## Lavori scelti
- Malstrom, SWR-SO Baden-Baden & Freiburg/Zender
- The Voynich Cipher Manuscript, Südfunk-Chor Stuttgart/Klangforum Wien/Huber
- Parts, Klangforum Wien/Rundel
- Cells; Danse aveugle pour six instruments (1997)
- Double Points Plus
- A travers (1999)
- Noesis (2001–2003)